# Regeringen Holstein-Holsteinborg
Regeringen Holstein-Holsteinborg var Danmarks regering mellan 28 maj 1870 - 14 juli 1874.
Konseljpresident
- Ludvig Holstein-Holsteinborg

Utrikesminister
- Otto Rosenørn-Lehn

Finansminister
- Carl Emil Fenger till 25 mars 1872, därefter Andreas Frederik Krieger till 20 juni 1874 (Ludvig Holstein-Holsteinborg vikarierade till 1 juli 1872)

Inrikesminister
- Christen Andreas Fonnesbech

Justitieminister
- Andreas Frederik Krieger till 26 juni 1872, därefter Christian Sophus Klein

Kyrko- och undervisningsminister
- Carl Christian Hall

Krigsminister
- Wolfgang von Haffner, till 23 december 1872, därefter Christian Albert Frederich Thomsen

Marinminister
- Wolfgang von Haffner, till 23 december 1872, därefter Christian Albert Frederich Thomsen till 21 maj 1873, därefter Niels Frederik Ravn